# Sasha Lane

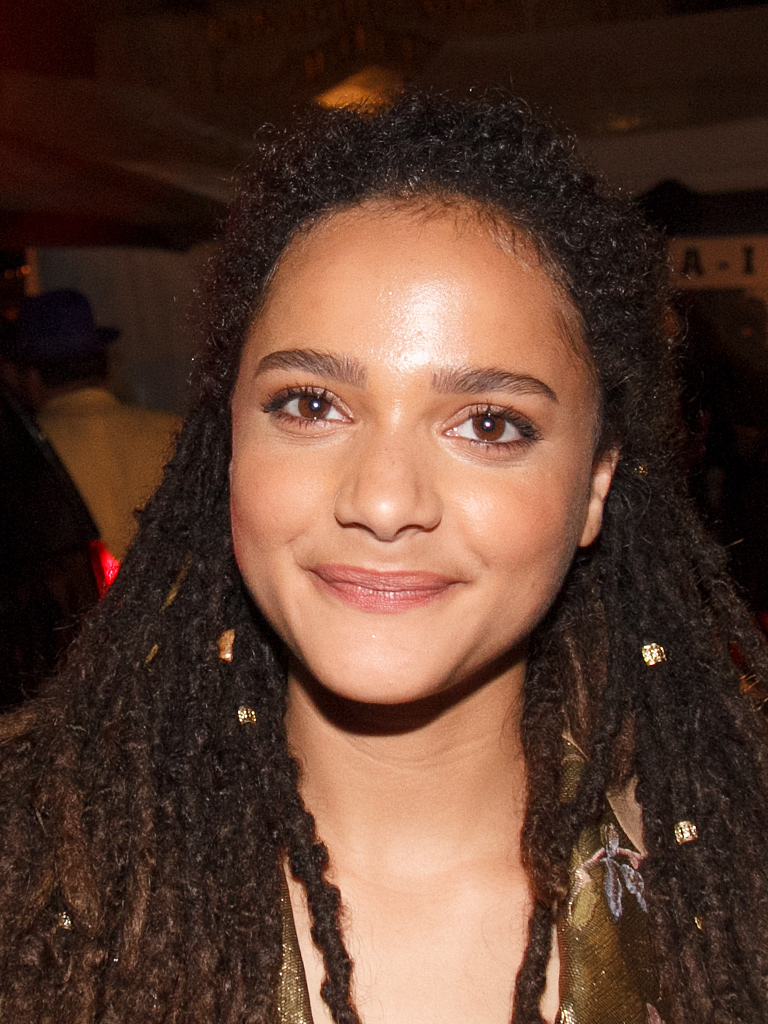
Sasha Lane (2016)

Sasha Bianca Lane (* 29. September 1995 in Houston, Texas) ist eine US-amerikanische Schauspielerin.

## Leben
Sasha Lane wurde als Tochter eines Afroamerikaners und einer Neuseeländerin mit māorischen Wurzeln in Houston, Texas geboren. Nach der Scheidung ihrer Eltern wuchs sie bei ihrer Mutter in Dallas auf. Sie besuchte die High School in Frisco, Texas und begann ein Studium an der Texas State University.
Während ihres Spring Breaks in Panama City Beach in Florida wurde sie am Strand von der Regisseurin Andrea Arnold entdeckt, die sie im Coming-of-Age-Drama American Honey (2016) in der Hauptrolle der Star an der Seite von Shia LaBeouf und Riley Keough besetzte. Für ihre Darstellung wurde sie im Rahmen der Verleihung der British Independent Film Awards 2016 als beste Schauspielerin ausgezeichnet und war als beste Nachwuchsdarstellerin beim Gotham Award sowie für den Independent Spirit Awards als beste Hauptdarstellerin nominiert.
2018 verkörperte sie in Herzen schlagen laut von Brett Haley an der Seite von Nick Offerman und Kiersey Clemons die Rolle der Rose. Außerdem war sie im Filmdrama The Miseducation of Cameron Post von Desiree Akhavan als Jane Fonda zu sehen. 2019 spielte sie in der Comicverfilmung Hellboy – Call of Darkness die Rolle der Alice Monaghan und im Mystery-Horror-Thriller Der Killer in mir von Adam Egypt Mortimer die Rolle der Cassie. Anfang 2019 wurde bekannt, dass sie in der Amazon-Serie Utopia basierend auf der gleichnamigen britischen Serie von Dennis Kelly die Rolle der Jessica Hyde übernehmen soll. In der britisch-amerikanische Miniserie Conversations With Friends (2022) basierend auf dem gleichnamigen Romandebüt von Sally Rooney verkörperte sie an der Seite von Alison Oliver als Dubliner Studentin Frances deren Freundin Bobbi.

## Auszeichnungen und Nominierungen (Auswahl)
- 2016: British Independent Film Awards – Auszeichnung als beste Schauspielerin für American Honey[5]
- 2016: Gotham Award – Nominierung als Beste Nachwuchsdarstellerin für American Honey
- 2017: Independent Spirit Awards – Nominierung als Beste Hauptdarstellerin für American Honey

## Filmografie (Auswahl)
- 2016: American Honey
- 2017: Born in the Maelstrom (Kurzfilm)
- 2018: Herzen schlagen laut (Hearts Beat Loud)
- 2018: After Everything (Shotgun)
- 2018: The Miseducation of Cameron Post
- 2019: Hellboy – Call of Darkness (Hellboy)
- 2019: Der Killer in mir (Daniel Isn’t Real)
- 2020: Utopia
- 2020: Unglaubliche Geschichten (Amazing Stories) – Koma
- 2021: If I Can’t Have Love, I Want Power
- 2021: Loki (Fernsehserie, 3 Folgen)
- 2022: How to Blow Up a Pipeline
- 2022: Conversations with Friends (Fernsehserie, 12 Folgen)
- 2023: The Crowded Room (Fernsehserie, 10 Folgen)
- 2024: Twisters